# Wapen van Odoorn
Het wapen van Odoorn bestaat uit een gedeeld schild met daarop de voorstelling van de mythische stad Hunsow. De beschrijving luidt:
"Gedeeld van goud en tegenhermelijn, met drie gekanteelde torens, de middelste geopend en hoger en breder dan beide andere, verbonden door gekanteelde muren, het geheel gedeeld van sabel en goud, verlicht van keel, en waaruit over de gehele breedte vlammen van keel oprijzen. Het schild gedekt met een gouden kroon van drie bladeren en twee parels en gehouden door twee wildemannen omkranst en omgord met eikenloof en in de vrije hand een knots over de schouder houdend, alles van natuurlijke kleur. Het geheel staande op een wit voetstuk."

## Geschiedenis
G.A. Bontekoe, oud-burgemeester van Ooststellingwerf bood de toenmalig burgemeester van Odoorn aan om een wapen voor de gemeente te ontwerpen. Bontekoe gaf aan dat het gebruik van de mythische stad Hunsow niet bruikbaar was en kwam met zeven ontwerpen met schapenkoppen, hanenkoppen, bijen, schoorsteenijzers, dwarsbalken (de veenbrug) en variaties met deze elementen. Er was geen enkel ontwerp waarmee de gemeente zich kon verenigen. De gemeente besloot om zelf een wapen te ontwerpen met daarin een hunebed, ramskop, ploeg en de veenbrug. In overleg met Bontekoe werden de kleuren aangepast, ondanks zijn mededeling dat het ontwerp nooit goedgekeurd zou worden door de Hoge Raad van Adel, werd deze door de gemeente toch verzonden. De Raad heeft het ontwerp aangepast met daarop een gestileerde weergave van het hunebed en de veenbrug. De ramskop en de ploeg werden weggelaten. De beschrijving luidt: 
"In goud drie aanstootende blokken van sabel, I en II, en een doorsneden schildvoet van sabel op sinopel. Het schild gedekt met een gouden kroon van drie bladeren en twee paarlen."
De blokken op het schild zijn een symbolische weergave van een hunebed en een veenbrug (door Romeinen of eerdere inheemse bevolking aangelegd) in de vorm van een zwarte schildvoet. Op 1 april 1941 werd het wapen verleend aan Odoorn. Het wapen werd in de praktijk weinig gebruikt. Bontekoe ontwierp in 1972 alsnog een wapen met de gewenste mythische stad. Het wapen is een symbolische weergave van de mythische stad Hunsow uit de plaatselijke folklore, gelegen op de rand van zand en veen. Het zand wordt uitgebeeld in geel, het veen in zwart. De schildhouders staan symbool voor de prehistorische bewoners. Op 19 april 1972 werd het wapen verleend aan de gemeente.
Door een gemeentelijke herindeling op 1 januari 1998 werd Odoorn opgenomen in de nieuw gevormde gemeente Borger-Odoorn. De kleuren van Odoorn komen terug in het wapen van Borger-Odoorn, de schildhouders dragen een smalle gekanteelde halsband, een verwijzing naar de mythische stad.